# Mauro Zárate
Mauro Matías Zárate Riga (Haedo, 18 de março de 1987) é um ex-futebolista argentino que atuava como atacante.

## Carreira
Zárate começou jogando futebol nas categorias de base do Vélez Sarsfield. Subiu para a equipe profissional no ano de 2004 e ficou até 2007, quando foi para o Al-Sadd, do Catar.

### Birmingham
Em janeiro de 2008 foi emprestado ao Birmingham até o fim da temporada, com opção de compra por parte dos ingleses.

### Lazio
No dia 5 de julho de 2008, foi emprestado a Lazio por uma temporada, também com opção de compra. Após o fim da temporada, foi contratado em definitivo por 20 milhões de euros.

### Internazionale
No dia 31 de agosto de 2011, visando uma transferência permanente, a Internazionale contratou Zárate por empréstimo.

### Retorno ao Vélez Sarsfield
Depois de sair da Lazio em litígio, no dia 15 de junho de 2013 foi oficializado o retorno de Zárate ao seu clube de formação, o Vélez Sarsfield. Neste mesmo dia, treinou pela primeira vez com a equipe de Ricardo Gareca, e posteriormente jogou 30 minutos em um amistoso diante do Defensa y Justicia. Em 2014, conquistou a Supercopa Argentina e foi o artilheiro do Torneio Final 2014, com 11 gols marcados.

### West Ham
No dia 28 de maio de 2014, o West Ham oficializou a contratação de Mauro Zárate, então com 27 anos, que chegava do Vélez Sarsfield. Segundo informou o clube inglês no site oficial, o contrato foi válido por três anos, com opção de prorrogar por mais um.
"Estou muito feliz. Esta é uma nova oportunidade e quero jogar. Espero marcar gols por este grande clube", disse o jogador. Zárate, que já havia passado pelo futebol inglês, afirmou esperar contribuir para que o clube melhore a classificação na Premier League: "O objetivo é ajudar o West Ham a subir na tabela e alcançar as competições europeias".

### Boca Juniors
Em junho de 2018, Zárate, então sem clube, rejeitou um terceiro retorno ao Vélez Sarsfield, e assinou um controverso contrato com a equipe do Boca Juniors.

### América Mineiro
Foi anunciado pelo América Mineiro no dia 30 de agosto de 2021. O atacante argentino assinou contrato válido até o final da temporada. Zárate estreou pela equipe mineira no dia 11 de setembro, na vitória por 2–0 sobre o Athletico Paranaense, válida pelo Campeonato Brasileiro. Marcou seu primeiro gol pelo Coelho no dia 2 de outubro, numa vitória fora de casa sobre o Cuiabá. No total, atuou em 16 jogos pela equipe, marcou um gol e deu duas assistências.

### Juventude
No dia 11 de fevereiro de 2022, Zárate teve a sua contratação confirmada pelo Juventude. Deixou o clube exatamente um mês depois, no dia 11 de março, após alegar problemas familiares e ter o contrato rescindido em comum acordo.

### Aposentadoria
Em 10 de janeiro de 2025, aos 37 anos, Mauro Zárate anunciou oficialmente a sua aposentadoria do futebol.

## Títulos
Vélez Sarsfield
- Campeonato Argentino: Clausura 2005
- Supercopa Argentina: 2014

Lazio
- Copa da Itália: 2008–09
- Supercopa da Itália: 2009

Boca Juniors
- Supercopa Argentina: 2018
- Campeonato Argentino: 2019–20
- Copa da Argentina: 2019–20
- Copa da Liga Profissional: 2020

Seleção Argentina
- Copa do Mundo FIFA Sub-20: 2007

### Artilharias
- Campeonato Argentino: Apertura 2006 (12 gols) e Clausura 2014 (13 gols)